# 查理·特尔弗
查理·特爾弗（英語：Charlie Telfer；1995年7月4日—）是一位蘇格蘭足球運動員，在場上的位置是中場。他現在效力於蘇格蘭足球超級聯賽球隊鄧迪聯。他也代表蘇格蘭各級青年國家足球隊參賽。

## 球會生涯

### 流浪者
特爾弗生於蘇格蘭卡盧克，自小便支持並加入流浪者。在2011年11月，他獲得球會提供一份職業合約，並在2014年4月對士登後斯莫亞的比賽上場。5月13日，他在蘇格蘭青年足總盃決賽中上場，助球隊在點球大戰以總比數8-7擊敗哈茨奪冠。2013/14賽季結束後，鄧迪聯提供一份50,000鎊報價欲簽下特爾弗，但被拒絕，流浪者隨後向特爾弗提供一份新合同。

### 鄧迪聯
特爾弗拒絕流浪者的合同，並在2014年6月加盟鄧迪聯，鄧迪聯需向流浪者支付約20萬鎊賠償金.。流浪者教練埃利·麥考伊斯特形容特爾弗為一位「有潛質的球員」，球會想留下特爾弗但他本人想離隊。
他在鄧迪聯首次上場是2014/15球季開幕日對阿伯丁的比賽，11月1日打進職業生涯首顆進球，以3-0擊敗圣米伦。12月4日，他當選為蘇格蘭職業足球聯賽11月份最佳年青球員。在6-2大勝邓迪的鄧迪德比戰中，他以先發身份上場並打進1球。2015年蘇格蘭聯賽盃決賽中，他雖入然替補名單，但未有上場，球隊以2-0不敵凯尔特人。特爾弗在鄧迪聯首個賽季各項賽事上場22次並打進4球。

## 外部連結
- 足球数据库：查理·特尔弗的球员统计数据